# Penicil·lina biosintètica
Les penicil·lines biosintètiques són antibiòtics del grup dels β-lactàmics (concretament penicil·lines) que s'obtenen mitjançant la fermentació en un medi de cultiu de composició controlada inoculat amb un cep productora del fong Penicillium. Per tal de dirigir el procés industrial a la generació d'un compost diferent de les penicil·lines naturals (com la penicil·lina G), s'afegeix de forma controlada i en excés un precursor per a la cadena lateral de 'anell β-lactàmic, això fa que, de manera natural, el microorganisme ho afegiu a l'àcid 6-aminopenicil·lànic (el nucli de totes les penicil·lines). D'aquesta manera, afegint el precursor desitjat, es produeix una proporció més alta de la penicil·lina d'interès. S'han desenvolupat més de 100 penicil·lines semisintètiques mitjançant aquest mètode, no obstant això, en processos comercials només la penicil·lina G, penicil·lina V i penicil·lina O es produeixen en quantitats rendibles.